# Quimioteràpia intraarterial
La quimioteràpia intraarterial consisteix en l'administració intraarterial d'agents citostàtics. L'agent quimioteràpic pot ser administrat com a tractament únic o bé seguit d'una embolització arterial; a aquest procediment es denomina quimioembolització.
Habitualment, els agents citostàtics s'administren barrejats amb lipiodol. Es tracta d'un contrast liposoluble constituït per un èster d'àcids grassos que conté un 38% de iode. Aquest contrast es fixa selectivament a les cèl·lules tumorals, ja que en aquestes hi ha un menor aclariment a causa de l'absència o menor proporció de cèl·lules de Kupffer. Aquesta característica del Lipiodol permet utilitzar-lo com a vehicle de transport de fàrmacs antineoplàstics per augmentar la seva efectivitat i reduir la toxicitat sistèmica. La tècnica utilitzada a la quimioembolització és la mateixa que en l'embolització hepàtica. La dosi de quimioteràpic s'ajusta a la funció hepàtica existent. El 75% de la dosi s'injectarà en el fetge tumoral i el 25% restant a branques arterials que irriguen el fetge per actuar sobre possibles clones tumorals no detectades per estudis d'imatge. Els agents quimioteràpics més utilitzats són la doxorubicina i el cisplatí, encara que no existeixen estudis controlats que hagin demostrat la superioritat de cap d'ells respecte a l'altre.
L'agent quimioteràpic també pot ser administrat juntament amb l'agent embolitzant de forma encapsulada amb l'objectiu de disminuir els efectes tòxics sistèmics dels citostàtics i obtenir una major concentració d'aquest dins el tumor. S'han investigat diferents formes d'encapsulament per tal de permetre una alliberació progressiva més local de l'agent quimioteràpic. Amb l'objectiu de valorar l'eficàcia d'aquest tipus de tractament s'han publicat alguns estudis preliminars en els quals es descriu una resposta tumoral inicial d'un 37-53%.